# René la Combe
 (décembre 2023).
Si vous disposez d'ouvrages ou d'articles de référence ou si vous connaissez des sites web de qualité traitant du thème abordé ici, merci de compléter l'article en donnant les références utiles à sa vérifiabilité et en les liant à la section « Notes et références ».
René la Combe dit Bottin alias Melville, né le 18 avril 1915 à Combrée (Maine-et-Loire) et mort le 25 février 1994 à Saint-Germain-des-Prés (Maine-et-Loire) à 79 ans, est un homme politique et un dirigeant de la Résistance intérieure française, fait Compagnon de la Libération.

Début 1943, de nombreux chef de la résistance sont arrêtés par la Gestapo.Début 1943, de nombreux chef de la résistance sont arrêtés par la Gestapo.La liberté guide nos pas

## Biographie

### Famille
Fils de Louis la Combe (1878-1951), chevalier de la Légion d'honneur, diplomate, consul de France, et d’Élisabeth Veillon de La Garoullaye (1878-1958). Louis la Combe fut en poste successivement à Londres (1907-1912), Chypre (1912-1914), Newcastle (1914-1919), Varsovie (1919-1920), Manchester (octobre 1920 - janvier 1921) et Londres (1921-1935) aux côtés de Paul Cambon, Charles de Beaupoil  puis d'Aimé Joseph de Fleuriau, ambassadeur de France. Louis la Combe se liera d'amitié avec la famille royale d'Angleterre pendant ses 25 années en Angleterre. À l'issue de sa carrière diplomatique, Louis la Combe rentre en France et devient maire de Saint-Germain-des-Prés (Maine-et-Loire) de 1936 à 1947, où se situe la demeure de famille acquise par son grand-père, le comte Paul la Combe en 1852. René a un frère aîné, Claude, né en 1905 à Paris, décédé en 1984 à Combrée.
René la Combe épouse en 1946, Jacqueline Raspay (Cavaillon 1923 - Paris 2013) rencontré pendant la Résistance à Nîmes à l'âge de 18 ans. Ils auront trois enfants, Jérome (1947), Anne (1950) et Frédéric (1965) et René-Francois Teissèdre (1945), marchand d'art, issu du premier mariage de Jacqueline avec Robert Teissèdre. Jérome épouse Sabine Yon le 23 mai 1972. Ils ont quatre enfants, France, Benjamin, Gautier, Nathanaël. Anne épouse Luis Munoz-Bastide à Valence (Espagne) en 1975. Ils ont deux filles, Elisa et Isis. René-François épouse Béatrice Darlay. Ils ont deux enfants, Fabrice et Aurore.

### Seconde Guerre mondiale
René la Combe vit pendant son enfance en Pologne et en Angleterre et finit ses études au lycée français de Londres. Il effectue son service militaire dans le Génie. Mobilisé à 21 ans, il est affecté dans la réserve générale du Génie à Strasbourg de 1936 à 1938.
Interprète à la 51ème division écossaise  commandé par le Général Fortune, il est fait prisonnier le 12 juin 1940 à Saint-Valery-en-Caux, lors de l'encerclement par les troupes du général Rommel et envoyé à l'Oflag V A (de) de Weinsberg près de Stuttgart. En octobre 1940, il est transféré au Stalag V-A de Ludwigsbourg (Wurtemberg). Il n'entend pas l'appel du 18 Juin mais écoute celui de Pétain demandant l'armistice. C'est dans les camps de prisonniers qu'on lui parle du général de Gaulle.
Le 12 janvier 1942, après 17 mois de détention, il s'évade par un train de rapatriés, passe la frontière et parvient en zone libre où il rejoint Lyon grâce à l'entraide de quelques cheminots. Dans le Gard, il devient agent de liaison d'Albert Thomas, qui est chef départemental de l'Armée secrète. Repéré par Henri Frenay, fondateur de Combat, René la Combe devient responsable du mouvement à Alès et adjoint du chef de l'Armée Secrète, René Pagès. 
Début 1943, de nombreux chef de la résistance sont arrêtés par la Gestapo. Le 1er mars 1943, René la Combe est nommé adjoint du chef du NAP-fer (Noyautage des administrations publiques) René Hardy et s'installe à Lyon. Il a 28 ans. René la Combe prends le nom de « Bottin », René Hardy étant « Didot », en référence à la société Didot-Bottin, éditrice du fameux Bottin Mondain. René la Combe se déplace sans arrêt dans toute la zone Sud en transportant dans sa valise, armes et explosifs.
Pierre de Bénouville qui s'occupait des affaires extérieures, prends la direction militaire des Mouvements unis de la Résistance après l'arrestation et l'évasion de Maurice Chevance en avril 1943 et le départ de Henri Frenay pour Londres et Alger en mai 1943 .
Claude Bourdet, adjoint politique d'Henri Frenay demande à René la Combe de prendre la tête du NAP Fer en zone Sud en juillet 1943, après l'affaire de Caluire et l'arrestation de Jean Moulin le 21 juin. René la Combe devient le bras droit de Jean-Guy Bernard, secrétaire général de Combat. Jean-Guy Bernard sera remplacé par Jacques Chaban-Delmas à la tête de Résistance Fer à la suite de son arrestation en janvier 1944.
En juillet 1943, l'organisation des affaires militaires de Combat dirigé par Pierre de Bénouville est la suivante : 
L'armée secrète est dirigée par le général Pierre Dejussieur Pontcarral, (en remplacement du général Delestraint arrêté à la Muette en juin 1943) 
Le Sabotage Fer par René la Combe.
Les groupes Francs par Jean Chanton (qui a remplacé Jacques Renouvin arrêté en janvier 1943).
Les maquis par Michel Brault (remplacé en décembre 1943 par Georges-Louis Rebattet).
René la Combe poursuit les actions de sabotages des trains allemands en s'appuyant sur le « Plan vert » de son ami Max Heilbronn (fondateur de Monoprix et futur président des Galeries Lafayette) et de Louis Armand (ingénieur), (futur président de la SNCF) qu'il rencontre en recrutant les ingénieurs des grandes gares et obtient des résultats exceptionnels.
Le 20 novembre 1943, dénoncé par un traître avec Louis-Hugues Citroën, polytechnicien et neveu d'André Citroën, il est arrêté et emprisonné à Nîmes. Malgré de nombreux interrogatoires et sévices, il ne parle pas et son nouveau nom d'emprunt « Melville », changé après l'arrestation de Hardy, empêche la Gestapo de faire un rapprochement avec le NAP-Fer et Combat. Le 2 décembre 1943, il est transféré à la prison Saint-Pierre de Marseille. Le 15 décembre, la Gestapo découvre le vrai nom de « Constant » alias Louis-Hugues Citroen et l'envoie en déportation. Le 12 janvier 1944, René est transféré à la prison neuve des Baumettes de Marseille . Il y reste 6 mois, reclus dans une cellule individuelle, la cellule 327.
Le 17 juin 1944, il est transféré au Fort Hartry (Belfort) où il arrive le 22 juin. Le 28 août 1944, il est embarqué par les nazis avec 722 autres prisonniers politiques dans l'un des derniers convois (L 267) pour l'Allemagne au camp de concentration de Neuegamme. René la Combe avait fait le serment de s'évader. Il le fait, par le vasistas du wagon à bestiaux, et saute du train.
Blessé, en fuite, il est accueilli dans une ferme à Montreux-Château (Territoire de Belfort), puis réussit à se réfugier en Suisse.
Le 10 octobre 1944, il rentre en France. Louis-Hugues Citröen sera interné à Drancy et ne reviendra pas d'Auschwitz. Son compagnon de détention aux Baumettes, Michel Taperell, sera battu à mort au camp de Neuegamme. 500 déportés de ce train du 28 août ne rentreront pas.
Son épopée sera retracée par le Colonel Rémy, résistant puis écrivain dans le film de Jacques Ertaud issu du livre éponyme La Ligne de démarcation en 1973 (épisode 9).
Il est témoin aux côtés d'Henri Frenay, Pierre de Bénouville, et Max Heilbronn dans les différents procès Hardy après-guerre.
"La déposition de M. la Combe, qui fut le bras droit de " Didot ", sous le pseudonyme de " Bottin ". Il a été peiné par le mensonge de Hardy, qu'il ne peut s'expliquer, mais conserve toute son admiration pour l'homme qui mit sur pied Résistance-Fer. Bien qu'il n'apportât aucune précision, ce témoin, dont la belle voix chaude a d'émouvants accents, a fait une forte impression. L'homme qui connaissait le mieux Hardy lui reste fidèle."  Le Monde, le 5 mai 1950.

### Vie politique
Au lendemain de la guerre, il travaille aux côtés d'Henri Frenay, au ministère des anciens prisonniers de guerre, chargé du rapatriement de milliers de déportés. Il passe ensuite dans le secteur privé chez Westhinghouse comme directeur commercial. Impressionné par le discours de Bayeux du général de Gaulle en 1946 auquel il assistait avec Jacques Soustelle et Pierre de Bénouville, il adhère au RPF en 1951. En 1953, il est élu conseiller municipal de son village Saint-Germain-des-Prés. Il est élu maire en 1959 et sera réélu jusqu'en 1989.
Il est appelé en 1958 par le Général de Gaulle pour fonder la Ve république avec ses compagnons de résistance, dont Michel Debré, Pierre de Bénouville et Jacques Chaban-Delmas. ll se présente alors aux législatives dans la circonscription du Maine-et-Loire dont il est originaire avec pour suppléant Jean Narquin, père de Roselyne Bachelot, chef départemental de l'UNR. Il est poussé par Victor Chatenay, figure gaulliste du département, avec lequel il était très lié. Ce dernier avait besoin d'un candidat dans le Segréen. René la Combe est élu à 43 ans, devant Jean Sauvage député sortant MRP en doublant son score au second tour avec 22 000 voix.
Figure politique du département et de l'Anjou, il siège à l'Assemblée nationale sans discontinuer pendant 28 ans, de 1958 à 1986. Il est sept fois élu, député gaulliste de Maine-et-Loire. Il est cinq fois élu au premier tour et deux fois élu au second tour.
Il est élu au second tour en 1958 avec 50,6 % des voix, au premier tour avec 51,2 % en 1962, 53 % en 1967, 59,6 % en 1968, au second tour avec 52,6 % en 1973 dans le cadre d'une triangulaire, au premier tour de nouveau avec 57,5 % en 1978 et avec 52,5 % des voix en 1981.
En 1986, François Mitterrand change le mode d'élection avec un scrutin proportionnel. À la suite de la victoire de la droite aux législatives, Jacques Chirac devient premier ministre et le FN entre au palais Bourbon. La liste d'Union de la droite dans le département conduite par Jean Foyer recueille 55 % des voix mais René la Combe accepte le siège éjectable en sixième position sur sept, alors qu'il est président départemental du RPR. Il y avait 6 sortants, 3  RPR et 3 UDF. Jean Foyer dira dans ces mémoires (Sur les chemins du Droit avec le Général) "C'était de sa part un acte d'abnégation, la deuxième place parmi les candidats du RPR lui revenait et Narquin n'en fût point fâché, car La Combe eut été placé normalement avant lui". Le PS obtient deux sièges, sans avoir aucun élu dans les 6 circonscriptions du département. En 6ème place, René la Combe, fit le jeu de l'UDF et permis au centriste Jean Bégault d'être élu. La liste d'union obtient cinq élus ; 3 centristes Edmond Alphandéry, Maurice Ligot, Jean Bégault et 2 RPR Jean Foyer et Jean Narquin. Dans son livre, Jean Foyer de nouveau : "Le plus triste était que René n'ait pas été réélu. Il avait donné une nouvelle preuve de son sens de l'intérêt national, de son désintéressement et de son courage. Dans le personnel politique du Général, René a été le modèle et l'exemple de l'honnête homme, mieux du grand homme, l'opposé d'un politicien".
En 1988, il se représente, sur l'insistance de Jacques Chirac, en candidat unique du RPR et de l'UDF qui font bloc derrière lui. Il a pour président du comité de soutien, son ami Olivier Guichard, figure du Gaullisme et Président du Conseil Régional des Pays de Loire. Une candidature dissidente de Marc Laffineur, encarté à l'UDF le fait chuter de peu. (29 % soit 12 304 voix contre 21 % soit 8 762 voix pour René la Combe). L'écart est de 3 542 voix sur 42 000 votants. À la suite du redécoupage de la carte électorale, initié par le premier ministre Jacques Chirac, sa circonscription ne comprends plus son village de Saint-Germain-des-Prés et les villages voisins qui votaient massivement pour lui. Ces villages comptaient 9000 électeurs (Saint-Georges sur Loire, Ingrandes, Champtocé, Savennières, Saint-Martin du Fouilloux, Saint-Jean de Lignières). Ils ont été transférés sur la sixième circonscription voisine de l'autre coté de la Loire (Mauges) ou est parachuté Hervé de Charette. Jean Narquin témoigne dans son livre Petite Cuisine à l'Angevine : « René a reçu toutes les investitures officielles qui faisaient de lui, le seul candidat légitime de la droite unie. Le prestige de cet homme d'une stature morale exceptionnelle confortait encore une position que personne n'oserait contester... Marc Laffineur, dissident, était entré en politique en se faisant élire au conseil général grâce à l'appui actif de René la Combe. René la Combe estima que la candidature de Marc Laffineur était légitime, elle représentait la jeunesse. La Combe fit comme toujours une campagne d'une dignité exemplaire, sans dire un mot de son concurrent.. Malgré le retrait forcé de Jean Foyer et la défaite de René la Combe, le Gaullisme "canal historique" conserva une représentation à l'Assemblée avec ma fille Roselyne. »
René la Combe, sans amertume, apporte son soutien au second tour à Marc Laffineur, permettant à ce dernier, d'entrer à l'Assemblée Nationale. il quitte alors la vie politique nationale, en conservant son mandat de Maire de Saint-Germain-des-Prés (Maine-et-Loire). À ces élections, Roselyne Bachelot succède à son père et fait son entrée politique. Hervé de Charette est élu. Jean Foyer ne se représente pas, Edmond Alphandéry est réélu.
Il sera de 1958 à 1986, membre de la commission des Affaires culturelles, familiales et sociales, des Affaires étrangères, de la Commission des lois, de la Défense nationale et vice-président de la commission de la production et des échanges de 1973 à 1977 à l'Assemblée. Il est rapporteur en 1963 du projet de loi sur la réglementation du droit de grève. Il est rapporteur du projet de loi de finance de 1983 à 1986.
Le 20 mai 1965, il recevra le Général de Gaulle venu Angers, aux côtés de Victor Chatenay, ami intime du Général.
Il est élu secrétaire de l'Assemblée Nationale le 2 avril 1964. Il se présente à l'élection du secrétaire général de l'UDR en 1968 face à Robert Poujade et Alexandre Sanguinetti et Robert Grossmann. Il est membre du comité central de l'UDR et du RPR. Il est président de la fédération du RPR du Maine et Loire de 1982 à 1986, date à laquelle Jean Narquin lui succède.
Il est élu 2ème vice-président de l'Assemblée Nationale en 1965 et 1966 avec Achille Peretti, comme 1er vice-président. Il est réélu 3ème vice-président en 1968 avec ses collègues de l'UDR, Achille Peretti, et Francois Le Douarec. Henry Rey est élu président du groupe UDR. En 1969, à la suite de la nomination de Jacques Chaban-Delmas à Matignon par Georges Pompidou, Achille Peretti est élu président de l'Assemblée Nationale. René la Combe est réelu 3ème vice-président avec ses collègues Francois Le Douarec et Roland Nungesser. Marc Jacquet est élu président du groupe UDR, auquel succédera Roger Frey, puis Claude Labbé. René la Combe est élu 1er vice-président en 1970 et en 1971, puis 2ème vice-président en 1972. En 1978, il est le seul élu RPR à la vice-présidence, il est élu 1er vice-président. Le député Claude Labbé, est président du groupe RPR et Marcel Dassault, doyen de l'assemblée.
Il est élu représentant de la France au Parlement européen le 23 mai 1967 et représentant de l'assemblée nationale à l'assemblée parlementaire du Conseil de l'Europe, le 13 juin 1973 .
Le 16 mai 1973, il devient président du mouvement « Présence et action du Gaullisme -PAG : » (fondée le 8 juillet 1969 par Jacques Vendroux (homme politique) et Pierre Messmer avec l'aval du Charles de Gaulle) à la suite d'Hubert Germain, dernier des Compagnon de la Libération et de Charles Pasqua. Au lendemain du départ du Général, l'association est considéré comme un comité de défense du Gaullisme. L'amicale parlementaire, "Présence et action du gaullisme" fusionne avec "Présence du Gaullisme" crée par Michel Debré et parvient à rassembler 60 députés. "PAG" réunit les gaullistes historiques, gardiens de la mémoire du Général. Il la préside jusqu'au 23 avril 1975.
Proche de Simone Veil, il fait partie des rares élus gaullistes à voter pour la loi Veil en 1974. Il prononce une allocution historique lors du débat parlementaire le jeudi 28 novembre 1974, pour condamner des propos de son camp faisant le parallèle avec les camps d'extermination et la doctrine nazie.
Le 1er décembre 1975, il est élu président du CEREL créé par Claude Peyret en mai 1974 (Centre études et de recherche Egalité et Libertés destiné à rapprocher les gaullistes et le centre gauche), qui compte certains gaullistes historiques comme Alexandre Sanguinetti ou Roland Nungesser.
Fidèle au courant gaulliste, il soutient Jacques Chaban-Delmas à l'élection présidentielle française de 1974 et signe l'appel des 129 Compagnons de la Libération, le 29 avril 1974 en faveur de sa candidature. Il soutient Michel Debré, son vieux compagnon de route, à l'élection présidentielle de 1981 en signant avec 43 députés une lettre d'appel à sa candidature. Il admire Jacques Chirac qu'il soutien à l'élection présidentielle de 1988 et dès l'année 1993 pour promouvoir sa candidature de 1995.
Il crée en 1977, l'association pour la défense et la vitalité des petites communes du Maine-et-Loire qui regroupe 150 villages du département.
Il est président du groupe d'amitié France-Pologne à l'Assemblée Nationale de 1978 à 1981. il est reçu par le maréchal Tito le 2 juillet 1969 en Yougoslavie, avec les membres d'une délégation parlementaire.
Il recevra en visite privée au château de la Missonnière, le vice-roi des Indes Lord Moundbatten le 24 octobre 1976 durant son séjour en France, organisée par le Colonel Remy, et accueillera la Reine mère Elisabeth lors de sa visite au château de Serrant en 1981. Chaque été, il organisera ses « rencontres de la Missonnière », en recevant ses amis proches, Michel Debré, Olivier Guichard, Jean Foyer, Jean Narquin ou Jacques Chaban Delmas.

### Décès et hommages
Il habite le château de la Missonnière que son grand-père avait modifié à la fin du XIXe siècle et y vécut jusqu'à sa mort en 1994. Il sera résident du XVIe arrondissement de Paris pendant 40 ans.
Ses obsèques seront célébrées le 1er mars 1994 à Saint-Germain-des-Prés en présence de tous les élus du département, Edmond Alphandery, Ministre de l'économie, président du département de Maine-et-Loire, représentant le gouvernement, et des amis proches, figures du gaullisme, Jean Foyer, Jean Narquin, Michel Debré, Olivier Guichard, Jacques Chaban-Delmas, et de Jean Saint-Bris, ami de la famille et conseiller général. De nombreux Compagnons de la Libération seront présents dont le Général Pierre de Bénouville et Roland de la Poype.
Dans la Nouvelle République du 2 mars 1994, Pierre de Bénouville témoignera : « il a été mon ami, comme peu l'ont été. Lorsque j'ai appris qu'il nous avait quitté, j'ai senti que pour nous, ses compagnons, et vous ses amis, un pan du monde s'effondrait. » Pour l'ancien Garde des Sceaux, Jean Foyer, René la Combe restera « l'ami le plus fraternel, le plus généreux, le plus exemplaire car il a toujours marché sur les chemins de l'honneur » et le Ministre de l'Economie, Edmond Alphandery : « sa disparition représente une immense perte pour la France », le ministre  exprime son admiration pour un homme que « l'ambition n'a jamais aveuglé. Grande figure de l'Anjou, avec sa vie si noble, si pure, il restera un exemple ».
Dans Ouest-France, Jacques Chirac réagira à son décès : « Un grand témoin de l'histoire disparait. René la Combe laisse le souvenir d'un homme dont le courage et l'ardente fidélité à ses idées gaullistes s'exprimait toujours avec une très grande modestie et une très grande pudeur. Ces qualités hautement humaine apparaissent aujourd'hui comme un message de dignité. » Ouest-France - 28 février 1994 
Jean Narquin : « On connait la carrière politique de René la Combe, ses services éminents pour la France et l'Anjou. Mais ce qui marque, ceux qui ont eu le privilège de partager sa vie publique et personnelle, ce sont les qualités morales, la droiture, la rigueur d'un homme exceptionnel. » Ouest-France - 28 février 1994 
Pierre de Bénouville, parrain de son fils Jérôme, représentera l'ensemble des Compagnons de la libération et donnera un témoignage vibrant de son frère d'arme et compagnon politique : « J'ai peur, à l'heure où la terre, Sa terre, va le prendre dans son intimité séculaire, j'ai peur que nous ne nous souvenions pas fidèlement de ce qu'il a été en vérité. » Le devoir de mémoire face à l'oubli : c'est le général de Bénouville qui le réveille ce matin de deuil dans le chœur de l'église de Saint-Germain-des-Prés. Soutenu par ses proches, le vieux Compagnon de la Libération raconte de sa voix haut perchée le sabotage des lignes de chemin de fer, sabotage dont René la Combe fut un acteur essentiel, «... l'admirable René, tout pétri d'enthousiasme, d'amour de la patrie, de foi profonde et chevaleresque ». Aujourd'hui, « nous enterrons un héros, un héros modeste, ironique quand il le fallait. Que ceux qui sont là n'oublient pas tout ce qu'il a été pour les Français et pour les hommes de cœur. Sous mes ordres, René la Combe m'a spécialement enseigné ce qu'était le sacrifice, ce sacrifice grâce auquel nous sommes libres et honorables ». Ouest France - 2 mars 1994.
Son épouse, Jacqueline, décédera le 19 octobre 2013 à Paris (16e) à l'âge de 90 ans. Gonzague Saint-Bris au nom de la famille Saint-Bris prononcera une « ode à la femme du héros », hommage appuyé à Jacqueline la Combe et aux souvenirs mémorables des Saint-Bris au château de la Missonnière, « paradis de la liberté » : « Assise sur les sables de la Loire sur la plage de Montjean, elle avait la beauté d’une statue mais son visage animé était signé du sourire du midi, d’où elle venait. Elle portait de grands chapeaux ombrant son âme, éprise d’héroïsme. Elle aimait lire l’histoire des femmes légendaires et celle des grands personnages. Elle avait à la fois du cran et de l’élégance. Elle était le courage en Courrège... » Gonzague Saint-Bris, 23 octobre 2013.
Deux rues portent le nom de René la Combe : à Saint-Germain-des-Prés et à Angers.
Le sénateur Francis Szpiner, ancien maire du XVIe arrondissement a soumis le vote au Conseil de Paris,  de nommer certaines écoles élémentaires de la ville de Paris au nom de Compagnon de la Libération y ayant vécu. Ce vœu a été accepté et les écoles Francois Jacob, et Guy Chauliac ont été inaugurées en 2023. L'école publique située au 5 rue Gustave Zédé, a été choisie avec la mairie de Paris pour prendre le nom d'école René la Combe par un vote du 27 janvier 2025.
À la suite de la disparition du dernier Compagnon de la Libération, Hubert Germain le 12 octobre 2021, la Mairie du XVIe arrondissement de Paris inaugure le 16 novembre 2021, une exposition, « Parcours de compagnons » retraçant la vie de certains compagnons ayant vécu dans l'arrondissement, dont René la Combe.

## Distinctions
- Commandeur de la Légion d'honneur (décret du 30 mars 1987)[3]
- Compagnon de la Libération (décret du 19 octobre 1945)[4]
- Croix de guerre 1939-1945[4]
- Médaille de la Résistance française (décret du 19 mai 1944)[5]
- Médaille des évadés[4]

### Filmographie
- Jacques Ertaud, La Ligne de démarcation, feuilleton télévisé 1973, d'après l'œuvre du colonel Remy, épisode 9 sur René la Combe.
- Archives de l'INA :
- Les dossiers de l'écran: la Résistance des gens du Rail sous l'occupation 1969. https://madelen.ina.fr/programme/la-resistance-des-gens-du-rail-sous-loccupation-allemande
- Réglementation du droit de grève avec Léon Zitrone en 1963 : https://www.ina.fr/ina-eclaire-actu/video/cpf86654776/reglementation-du-droit-de-greve